# 賦值向量環
在數論中，賦值向量環或阿代爾環（法文：adèle，英譯多用原文）是由一個域 {\displaystyle F} 的所有完備化構成的拓撲環 {\displaystyle \mathbb {A} _{F}}，原域 {\displaystyle F} 可以對角方式嵌入其中。
在現代代數數論中，賦值向量環是處理整體問題的基本語言。
法文原文 adèle 是 idèle additif 的縮寫，其中 idèle 意指理想元（élément idéal）。adèle 也是法文中常見的女性名字。

## 定義
設 {\displaystyle F} 為整體域，例如有理數域 {\displaystyle \mathbb {Q} }、一般的數域或函數域 {\displaystyle \mathbb {F} _{q}(T)} 等等。設 {\displaystyle {\mathcal {O}}_{F}} 為其中的代數整數環。對於所有 {\displaystyle F} 上的賦值 {\displaystyle v}（又稱位），可定義相應的完備化 {\displaystyle F_{v}}。在此，通常將賦值分為有限與無限兩類：
- 有限賦值：一一對應於 {\displaystyle {\mathcal {O}}_{F}} 的素理想，兩兩不相等價。其中的賦值環記為 {\displaystyle {\mathcal {O}}_{v}}。
- 無限賦值：{\displaystyle F} 上的阿基米德賦值。對於數域，無限賦值係由域的嵌入 {\displaystyle \alpha :F\to \mathbb {C} } 給出，兩個嵌入 {\displaystyle \alpha ,\beta :F\to \mathbb {C} } 給出等價賦值的充要條件是其間至多差一個複共軛：{\displaystyle \alpha ={\bar {\beta }}}。無限賦值的個數有限。

有時也以素理想的慣用符號 {\displaystyle {\mathfrak {p}}} 表示賦值，並以 {\displaystyle {\mathfrak {p}}\mid \infty } 表示 {\displaystyle {\mathfrak {p}}} 為無窮賦值。 
定義
{\displaystyle \mathbb {A} _{F}:={\prod _{v}}'F_{v}}
上式的積稱為限制積，這是 {\displaystyle \Pi _{v}F_{v}} 的子環，我們要求對其中的每個元素 {\displaystyle (\alpha _{v})_{v}}，存在包含所有無窮賦值的有限集 {\displaystyle S}，使得 {\displaystyle v\notin S\Rightarrow \alpha _{v}\in {\mathcal {O}}_{v}}。賦予 {\displaystyle \mathbb {A} _{F}} 相應的子空間拓撲，是為賦值向量環。
{\displaystyle \mathbb {A} _{F}} 的拓撲由在 {\displaystyle 0} 點的一組局部基確定，可取下述形式之開集：
{\displaystyle (\prod _{v\in S}U_{v})\times (\prod _{v\notin S}{\mathcal {O}}_{v})}
其中 {\displaystyle S} 是函括所有無限賦值的有限集，{\displaystyle U_{v}\ni 0} 是 {\displaystyle F_{v}} 的開子集。根據吉洪諾夫定理可知 {\displaystyle \mathbb {A} _{F}} 為局部緊拓撲環，這是採限制積定義的原因之一。

## 性質
- 對角嵌入 {\displaystyle F\to \Pi _{v}F_{v}\quad (\alpha \mapsto (\alpha )_{v})} 的像落在 {\displaystyle \mathbb {A} _{F}}，可證明 {\displaystyle F} 構成  {\displaystyle \mathbb {A} _{F}} 的離散子集，而商群 {\displaystyle \mathbb {A} _{F}/F} 是緊群。

- 固定 {\displaystyle \mathbb {A} _{F}} 的任一特徵標 {\displaystyle \psi \neq 1}，則任何特徵標 {\displaystyle \psi '} 皆可唯一地表示成 {\displaystyle \psi '(x)=\psi (ax)\quad (a\in \mathbb {A} _{F})}，是故加法群 {\displaystyle (\mathbb {A} _{F},+)} 是其自身的對偶群。這是在賦值向量環上開展調和分析的關鍵之一。

## 應用
賦值向量環主要用於代數數論中。對於 {\displaystyle F} 上的代數群 {\displaystyle G}，可考慮其上的 {\displaystyle \mathbb {A} _{F}-}點 {\displaystyle G(\mathbb {A} _{F})}。由於代數群總是線性的（換言之，可嵌入 {\displaystyle \mathrm {GL} (n)}），{\displaystyle G(\mathbb {A} _{F})} 可以具體設想為係數佈於環 {\displaystyle \mathbb {A} _{F}} 上的線性群，並帶有自然的拓撲結構。
最簡單的情形是 {\displaystyle G=\mathbb {G} _{m}}，此時 {\displaystyle G(\mathbb {A} _{F})=\mathbb {A} _{F}^{\times }} 稱為 idèle 群，這是整體類域論的基石。在郎蘭茲綱領中，須考慮更廣泛的代數群，以描述數域的絕對伽羅瓦群。

## 文獻
- J. W. S. Cassels, A. Frohlich, Algebraic Number Theory ISBN 0-12-163251-2